# Hochschuldidaktik Sachsen
Die Hochschuldidaktik Sachsen (bis Dezember 2022 Hochschuldidaktisches Zentrum Sachsen) (HDS) ist eine Landeseinrichtung zur Koordination und Unterstützung der hochschuldidaktischen Weiterbildung von Lehrenden an den Sächsischen Hochschulen. Sie wurde 2009 als gemeinsame zentrale Einrichtung der sächsischen Universitäten, der sächsischen Hochschulen und der sächsischen Berufsakademien eingerichtet. Sie versteht sich selbst als "Kompetenzzentrum für Hochschuldidaktik" mit dem Ziel, die Qualität der Hochschullehre in Sachsen zu verbessern.
Die HDS ist an die Universität Leipzig angebunden und beschäftigt ein Kernteam von 34 Hochschuldidaktikern, Wissenschaftlern und Verwaltungsmitarbeitern, teilweise über Drittmittelprojekte (Stand 2024). Die Stelle wird von der Lehrforscherin Claudia Bade geleitet. 

## Auftrag
Die Hochschuldidaktik Sachsen (HDS) ist zuständig für die Koordination und Unterstützung des hochschuldidaktischen Angebots für Lehrende an Sächsischen Hochschulen. In ihren Worten fungiert sie "als Service- und Impulsgeberin für die sächsischen Hochschulen und trägt durch Qualifizierung, Beratung und Begleitforschung zur Entwicklung von Studium und Lehre bei."
Dabei hat sie den Anspruch durch regelmäßige Erhebung und Analyse der hochschuldidaktischen Bedürfnisse der Lehrenden in Sachsen bedarfsorientiert zu arbeiten. In ihrem Verständnis möchte sie in einer engen Zusammenarbeit mit den verschiedenen Hochschulleitungen "strategische Entwicklungen" anhand des Lands-Hochschulplanes vorantreiben.
Des Weiteren will die HDS bundesweite und internationale Standards an den Hochschulen in Sachsen implementieren. Sie will über Themen und Trends in der Hochschuldidaktik informieren.
Um hochschuldidaktische Maßnahmen wissenschaftlich zu fundieren, soll zudem Begleitforschung (z. B. Scholarship of Academic Development) durchgeführt werden.
Die Arbeit der HDS orientiert sich an den Empfehlungen des Wissenschaftsrats (z. B. Empfehlungen für eine zukunftsfähige Ausgestaltung von Studium und Lehre, Empfehlungen zur Digitalisierung in Lehre und Studium).

## Geschichte
Das Hochschuldidaktische Zentrum Sachsen wurde 2009 als gemeinsame Einrichtung der Universitäten und Hochschulen sowie der Berufsakademie Sachsen gegründet und an der Universität Leipzig angesiedelt. Über das Land Sachsen wurde es durch Mittel des Hochschulpaktes finanziert.
2010 veranstaltete die HDS ihre erste Jahrestagung, später HDS.Forum genannt, in Leipzig.
2019 übernahm Claudia Bade als wissenschaftliche Geschäftsführerin die Leitung der HDS. Ebenfalls 2019 richtete die HDS in Kooperation mit der Universität Leipzig die 48. dghd-Jahrestagung "(Re-)Generation Hochschullehre" in Leipzig aus.
Im Jahr 2022 erhielt die Einrichtung ihren heutigen Namen Hochschuldidaktik Sachsen auf Grundlage des Kooperationsvertrag der staatlichen sächsischen Hochschulen zum Betrieb der „Hochschuldidaktik Sachsen" als gemeinsame Zentrale Einrichtung.
Die Hochschuldidaktik Sachsen (HDS) ist Mitglied der Deutschen Gesellschaft für Hochschuldidaktik (dghd), der European Association for Research on Learning and Instruction (EARLI) sowie der Gesellschaft für Medien in der Wissenschaft (GMW). 
Darüber hinaus ist die HDS beratendes Mitglied im Arbeitskreis E-Learning der Landesrektorenkonferenz Sachsen sowie im Arbeitskreis Digitalisierung der Landesrektorenkonferenz Sachsen und in der Jury zur Vergabe des 2014 eingeführten Sächsischen Lehrpreises vertreten.

## Struktur und Finanzierung
Diese Stellen der Hochschuldidaktik Sachsen werden über den Haushalt des Land Sachsen dauerhaft grundfinanziert (Stand 2025). Mit der Bundesförderung des „Zukunftsvertrags Studium und Lehre stärken“ (als Nachfolgeprogramm des Hochschulpakts) beschloss die sächsische Staatsregierung die Grundlage zur dauerhaften Finanzierung der Hochschuldidaktik Sachsen (HDS) zu schaffen. Damit sind die HDS-Geschäftsstelle und die HDS-Netzwerkstellen ausfinanziert.
Die HDS unterhält ihre zentrale Geschäftsstelle an der Universität Leipzig und weitere dezentrale Netzwerkstellen an den staatlichen sächsischen Hochschulen. Zu den Aufgaben der Mitarbeitenden in der Geschäftsstelle gehören die Entwicklung und Koordination von Weiterbildungs- und Beratungsangeboten, die Organisation von Lehrcoachings und Lehrnetzwerken, das Einwerben von Drittmitteln sowie die Organisation von Tagungen und die Publikation von Journal, Blog und Podcast. Die Mitarbeiter an den Partnerhochschulen geben Kurse, beraten zu individuellen Fragen in der Lehre, moderieren Veranstaltungen und Lehrentwicklungsprozesse und vernetzen Lehrende sowie weitere Akteure in Studium und Lehre.
Die Landesrektorenkonferenz Sachsen sichert als Aufsichtsrat das Zusammenwirken der Partnerhochschulen bei der Erfüllung ihrer Aufgaben im Rahmen der Hochschuldidaktik Sachsen. Der Vorstand übernimmt die strategische Steuerung. Das Kuratorium dient der Rückbindung der HDS an die sächsische Hochschulöffentlichkeit und stellt sicher, dass die hochschuldidaktischen Angebote den Stand der wissenschaftlichen Debatte widerspiegeln.
Mit Stand 2025 hat die HDS 17 Partnerhochschulen und assoziierte Partnerhochschulen:
- Universität Leipzig
- Technische Universität Dresden
- Technische Universität Bergakademie Freiberg
- Technische Universität Chemnitz
- Hochschule für Musik Cark Maria von Weber Dresden
- Hochschule für Bildende Künste Dresden
- Hochschule für Grafik und Buchkunst Leipzig
- Hochschule für Musik und Theater Leipzig
- Palucca Hochschule für Tanz Dresden
- Hochschule für Technik und Wirtschaft Dresden
- Hochschule für Technik, Wirtschaft und Kultur Leipzig
- Hochschule Mittweida
- Hochschule Zittau/Görlitz
- Westsächsische Hochschule Zwickau
- Berufsakademie Sachsen (seit 2025 Duale Hochschule Sachsen)
- Evangelische Hochschule Dresden
- Hochschule Meißen (FH) und Fortbildungszentrum

## Angebot
Seit ihrer Gründung hat die Hochschuldidaktik Sachsen (HDS) ihr hochschulübergreifendes Portofolio ausgebaut und bietet u.a. an:
- Das bundesweit anerkannte Sächsische Hochschuldidaktik-Zertifikat mit einem Umfang von 240 Arbeitseinheiten (AE, 1 AE = 45 min) sowie das "Sächsische Hochschuldidaktik-Zertifikatplus" mit 330 AE, das mit internationalen Zertifikaten der Hochschuldidaktik vergleichbar ist.[6][20] Die Zertifikate sind von der Deutschen Gesellschaft für Hochschuldidaktik anerkannt.[21]
- Die Programme AKTive Lehre[22], das Digital Change Agent Programm[23] und Beratungsprogramme für akademische Zielgruppen.
- Das offene Kursangebot[24] richtet sich an Lehrende aller Fachbereiche und Statusgruppen und umfasst ein vielseitiges Weiterbildungsangebot. Zudem berät die HDS bei der Durchführung der Lehre und Fragen der Lehrentwicklung mit Einzel- und Gruppenangeboten sowie Prozessmoderationen.[7]
- Darüber hinaus bietet das LehrCoaching[25] Neuberufenen, Habilitierten, Junior-Professorern, Tenure Track Positionen und anderen akademischen Anleitern individuelle Beratung.
- Netzwerkförderung in Form von LehrNetzwerken[26]
- Die HDS betreibt eine Alumni- und Good-Practice-Datenbank[27].
- Seit 2010 bietet die HDS Lehrenden im Rahmen der Fachtagung HDS.Forum alle zwei Jahre die Möglichkeit, aktuelle und relevante Fragestellungen ihrer Lehre zu diskutieren.[28][29]

## Projekte
Durch die Einwerbung von Drittmitteln kann die HDS eigene Projekte zur Weiterentwicklung der Hochschuldidaktik umsetzen. 
Hierzu gehört das von 2021 bis 2025 von der Stiftung Innovation in der Hochschullehre geförderte Verbundprojekt "Digitalisierung in Disziplinen Partizipativ Umsetzen :: Competencies Connected (D2C2)", bei dem der Fokus auf der Weiterentwicklung der Digitalisierung in der Hochschullehre liegt, und zwar disziplinspezifisch im Austausch mit Fachkolleginnen und Studierenden.
Abgeschlossene Projekte des HDS sind das von 2019 bis 2025 vom Sächsischen Staatsministerium für Wissenschaft (SMWK ) geförderte Verbundvorhaben "Digitalisierung der Hochschulbildung in Sachsen (DHS)", das zum Ziel hatte die Digitalisierung von Studium und Lehre innerhalb der eigenen Strategien der Hochschulen zu unterstützen. 
Von 2023 bis 2024 wurde eine ebenfalls vom SMWK geförderte "Vorstudie für eine OER-Initiative sächsischer Hochschulen" erstellt. Unter einer Open Educational Resources (OER)-Initiative wurde im Rahmen der Vorstudie eine Zusammenarbeit mehrerer Hochschulen unter Einsatz gemeinsamer Ressourcen mit dem gemeinsamen Ziel der bewussten Verbreitung von OER verstanden. Die Vorstudie identifizierte notwendige Schlüsselelemente und geeignete Gestaltungsoptionen, untersuchte diese in einem beteiligungsorientierten Prozess auf ihre Erwünschtheit und Machbarkeit an den sächsischen Hochschulen und leitete daraus Handlungsempfehlungen für die politischen Entscheidungsträger ab.
Der Frage, wie Lehrende zu mehr Chancengerechtigkeit an Hochschulen beitragen können, ging das von 2023 bis 2024 in Kooperation mit der Koordinierungsstelle Chancengleichheit Sachsen durchgeführte Projekt „ChanGe – Chancengerechte Hochschule“ nach. Im Ergebnis entstand ein offenes hochschuldidaktisches Selbstlernangebot zum Thema diversitätssensible Lehre.
Zuvor wurde im Rahmen des Bund-Länder Programms Qualitätspakts Lehre die Stärkung der fach- und medienbezogenen Hochschuldidaktik an den sächsischen Hochschulen gefördert.

## Publikationen und Medien
Die Hochschuldidaktik Sachsen (HDS) fördert über verschiedene Publikationen die Vernetzung und den Diskurs sowie die kritische Auseinandersetzung mit den Voraussetzungen und Möglichkeiten von Studium und Lehre.
- Die HDS gibt das Journal Perspektiven auf Lehre. Journal for Higher Education and Academic Development[38] heraus, eine wissenschaftliche Open-Access-Publikation. Das Journal verfolgt das Ziel, gute Lehre sichtbar zu machen, den Austausch und Transfer erfolgreicher Lehrkonzepte zu fördern, Forschung zu Lehre und Lehrentwicklung zu publizieren und so einen Beitrag zur Weiterentwicklung der Hochschulbildung zu leisten.
- Der monatliche Podcast "Trafohaus//Lehre"[39] ist das mediale Produkt der HDS Geschäftsführerin Claudia Bade und wird von der HDS-Geschäftsstelle seit April 2020 produziert. In ihr plaudert Bade 30 Minuten mit Lehrenden, Forschenden und Studierenden über Lehrkonzepte, digitale Lehre, Prüfungsformate, Good Practice und gibt Tipps für den Lehralltag an Hochschulen.
- Der HDS-Blog[40] fungiert als schnelles Informations- und Austauschforum. Der Blog will über Entwicklungen der HDS, Projekte im Bereich Studium und Lehre, Calls und Publikationen sowie Veranstaltungsrückblicke informieren.
- Der Newsletter der HDS[41] informiert regelmäßig über Entwicklungen, Angebote und Veranstaltungen der HDS sowie über Neuigkeiten aus der Hochschullehre und Hochschuldidaktik insgesamt.